# بابی کامینگز
بابی کامینگز (انگلیسی: Bobby Cummings; ۱۷ نوامبر ۱۹۳۵ – ۲۶ اوت ۲۰۰۸) بازیکن فوتبال اهل بریتانیا بود.
از باشگاه‌هایی که در آن بازی کرده‌است می‌توان به باشگاه فوتبال دارلینگتون، باشگاه فوتبال هارتل پول یونایتد، باشگاه فوتبال اشینگتون، باشگاه فوتبال آبردین، و باشگاه فوتبال نیوکاسل یونایتد اشاره کرد.